# Світова війна (серія)
Серія «Світова війна» (англ. Worldwar series) — фанатська назва, яку дали серії з восьми науково-фантастичних романів альтернативної історії Гаррі Тертлдава. Її передумовою є вторгнення інопланетян на Землю під час Другої світової війни, і включає в себе тетралогію Тертлдова «Світова війна», а також трилогію «Колонізація» та роман «Додому» . Дія серії триває з 1942 по 2031 рік. Тетралогію було номіновано на премію Sidewise за альтернативну історію в 1996 році

## Світ серії
У «Світовій війні» розповідається про військове вторгнення інопланетян-рептилоїдів, які називають себе «Раса», на Землю під час Другої світової війни. Вони досягли навколоземної орбіти (називаючи Землю «Тосев») у грудні 1941 року, але з різних причин затримали атаку до 30 травня 1942 року.
Представники Раси — це теплокровні прямоходячі рептилії, що втім погано витримують холод. Вони складають монархічну теократичну імперію, що існує вже 50 тис. років. Кожен її імператор має статус божества. Хоча Раса переважала землян на момент вторгнення в розвитку технологій, інопланетяни не готувалися до повномасштабної війни. Справа в тому, що інформація про людство була зібрана робототехнічним зондом у ХІІ столітті нашої ери. Загарбники з подивом виявили, що людство прогресувало набагато швидше, ніж будь-який інший вид, який вони раніше вивчали та перемагали. Два інших підкорених розумних види (реботеви та геллеси) були дуже схожі на рептилоїдів, тому Раса вирішила, що всі розумні істоти такі ж. Всупереч очікуванням Раси, на момент вторгнення земляни досягнули такого рівня розвитку, що дозволив організувати ефективний спротив. Раса також тисячі років тому перестала використовувати тортури для допитів, ближній бій і хімічну зброю, що зробило її вразливою проти людей. Командир космічного флоту Раси вагався і розглядав можливість повернути назад, не допустивши виявлення присутності Раси людством, але зрештою вирішив розпочати вторгнення.
Сюжет розповідає про пересічні долі великої кількості людських та інопланетних персонажів. Примітно, що в серії показано, як держави Осі та союзники вимушено співпрацюють, щоб боротися з інопланетною загрозою.
Як поступово з'ясовується, Раса об'єднала свою рідну планету в єдину державу з військовою технологією на рівні, подібному до нашої історії кінця ХХ століття. Її історія налічує десятки тисяч років, але більшість часу рептилоїди не воювали, тому не мали стимулу чи потреби розробляти більш досконалу зброю. Лише відкриття інших планет з розумними істотами змусило Імператора оголосити «Час солдатів» і створити армію. А зброї, розробленої в останніх війнах, коли рідна планета була об'єднана, було цілком достатньо для завоювання інших планет. З Землею все вийшло інакше, оскільки люди розвиваються набагато швидше і за декілька десятків років випереджають Расу, ставши для неї головною загрозою.

## Літературна тема
Тертлдав наближається до науково-фантастичного сценарію романів, менше зосереджуючись на технологічних і фентезійних елементах, які зазвичай асоціюються з жанром. Натомість він виявляє більше турботи про роль більш приземлених справ, таких як політичні наслідки альянсу між союзниками та державами Осі, вплив присутності інопланетних істот на людське суспільство та способи війна, як це не парадоксально, є перешкодою для цивілізації та водночас каталізатором прогресу цивілізації.
Особливу увагу приділено глибокій дилемі, з якою стикаються євреї як у Польщі, так і в Палестині. Загарбники, висадившись у 1942 році, зупинили Голокост, що тоді тривав, і закрили Аушвіц, за що євреї зрозуміло були вдячні, але співпраця з загарбниками-рептиліями затаврувала б євреїв як зрадників людства.

## Перша серія
Перша серія складається з чотирьох частин:
- Світова війна: На балансі (1994)
- Світова війна: Зміна балансу (1995)
- Світова війна: Порушення балансу (1996)
- Світова війна: Встановлення балансу (1996)

Вона закінчується тим, що ні людство, ні інопланетяни не переможуть. Натомість кожна сторона воює до такої міри, що, стикаючись із взаємно впевненим знищенням, вони погоджуються на непросте припинення вогню. Інопланетяни хочуть колонізувати Землю і мати ядерну зброю, але планують використовувати її помірковано, щоб лишити Землю придатною для свого проживання.
Зрештою вторгнення завершується тим, що всім великим державам Альянсу та Осі вдалося створити власну ядерну зброю, що призвело до глухого кута. Раса залишила під контролем приблизно половину планети, переважно колоніальні володіння у Південній півкулі: Африки, Південної та Центральної Америки, Австралії та більшої частини Азії, крім Радянського Союзу та кількох японських прибережних володінь.

## Трилогія«Колонізація»
- Колонізація: Другий контакт (1999)
- Колонізація: Вниз на Землю (2000)
- Колонізація: Після потрясінь (2001)

Друга серія романів, дія якої розгортається в 1960-х роках, стосується взаємодії між людьми та Расою. Серія починається з прибуття колонізаційного флоту, який очікував, що Земля вже буде до того часу завойована воєнним флотом. Невідома держава атакує флот ядерною зброєю, що спричиняє конфлікти між військовими та колоністами. Частина оповіді зосереджена на війні Рейху та Раси середини 1960-х років, коли Великонімецький Рейх і Раса ведуть ядерну війну. Закінчується поразкою нацистської Німеччини та створенням постійної космічної станції США в поясі астероїдів.
Німці програють і змушені дозволити Франції знову стати незалежною державою під назвою Четверта республіка. Проте, це дорога перемога для Раси, оскільки боротися з самостійною Німеччиною після 20 років людського технологічного прогресу виявилося набагато важче, ніж боротися з усіма вільними людськими націями раніше. Для обох сторін очевидно, що довгострокові тенденції на користь людства.
На більшій частині території, яку вони завоювали, Раса також стикається з постійними партизанськими війнами з боку повстанців, як Гоміндану, так і комуністів у Китаї та бойовиків на Близькому Сході під впливом Хомейні. Рептилоїди, переконані консервативні монархісти та шовіністи, які сприймають перевагу Імперії як аксіому, і їм важко зрозуміти, чому «великі потвори» люди постійно намагаються повстати проти них, і чому деякі їхні політики (наприклад, запровадження податку на релігійне поклоніння) не працюють.
Іншою серйозною проблемою виявляється імбир, невинна приправа в людській кухні, але потужний наркотик для метаболізму Раси. Це створює проблеми залежності та допомагає створювати нові злочинні мережі, до яких залучені як люди, так і представники Раси. Крім того, вдихання імбиру призводить до того, що самки Раси стають сексуально активними поза межами свого звичайного шлюбного сезону. Це створює нові проблеми, оскільки раса не має жодного уявлення про приватність сексуальної активності, і коли сексуально збуджена, вона схильна брати участь у безладних оргіях, викликаючи обурення в людей, які випадково це спостерігають. Зі свого боку, членам Раси важко зрозуміти, чому в людей секс приватний.
Також досліджується культурний розрив між чоловіками Флоту завойовників Раси та чоловіками й жінками флоту колонізації, які не знали про становище на Тосеві. Колоністи жахаються військових через те, що вони не могли завоювали планету цілком і їм довелося ділити її з місцевими «великими потворами». Перші також відчувають огиду до других через їхній догматизмом, наївність та небажання зрозуміти якою великою ціною отримано навіть поточні досягнення. Паралельно Раса поширює на Землі флору та фауну рідної планети.
Коли Раса дізнається, що саме Сполучені Штати напали на колонізаційний флот, лідер вторгнення Атвар, перед обличчям війни як з США, так і з Радянським Союзом, приймає пропозицію президента Ерла Воррена про перемир'я. Згідно з умовами, Раса знищує Індіанаполіс, а США зберігають за собою статус космічної держави.

## «Між зорями»
Останній роман саги розповідає про те, як людство досягає рідного світу Раси, «Дому» (Тау Кита II).
- Дорога додому (2004)

Наприкінці XX століття США посилають делегацію на борту корабля «Адмірал Пірі» на батьківщину Раси. Збентежена появою людей біля рідної планети, Раса обговорює чи варто знищити Землю за допомогою ядерної зброї заради виживання свого виду. Під час перемовин «Дому» досягає інший корабель США, «Комодор Перрі», оснащений надсвітловим двигуном — технологією, якої Раса не знає і вважає її неможливою. Раса відмовляється від планів знищення Землі, оскільки люди розселяться по галактиці до того, як Раса зможе завдати удару.

## Список персонажів
Нижче наведено список деяких головних персонажів серіалу.

### Люди
- Мордехай Анелевич (історична особа): Анелевич разом з іншими польськими євреями звільняється від нацистської окупації Раси. На хвилі порятунку Анелевич стикається з болісною дилемою між тим, щоб стати на бік Раси проти нацистської Німеччини чи воювати проти Раси, що зробить їх союзниками нацистів.
- Флайт-лейтенант Джордж Бегналл: бортінженер Королівських ВПС.
- Девід Голдфарб: оператор радара в Королівських ВПС.
- Лейтенант Людмила Горбунова: одна з багатьох пілотес Червоних ВПС Радянського Союзу.
- Полковник Леслі Гровс (історична особа): керівник американської розробки атомної бомби.
- Полковник Генріх Єгер: командир танка 6-ї німецької армії, який наступає на Сталінград, коли починається вторгнення інопланетян. Його зображують добрим і дещо харизматичним офіцером.
- Єнс Ларссен: фізик Чиказького університету. Його відправляють у подорож по країні, щоб попередити уряд США про важливість проекту створення атомної бомби.
- В'ячеслав Молотов (історична особа): Глава МЗС Радянського Союзу. Він є одним з перших людей, які облетіли Землю, і відіграв важливу роль у переговорах про Каїрський мир із Расами.
- Мойше Руссі: студент медицини в Польщі, коли німці вторглися в 1939 році.
- Отто Скорцені (історична особа): Гауптштурмфюрер Ваффен-СС, він відомий своїм нестандартним мисленням. Коммандос стає особливо страшною людиною для Раси.
- Сем Єгер: гравець вищої ліги з командою Decatur Commodores під час вторгнення. Як і багато молодих людей, він намагався піти в армію після нападу Японії на Перл-Гарбор наприкінці 1941 року, але йому було відмовлено через медичні проблеми.
- Лю Хань: китайська домогосподарка, чиє мирне село зазнало рейду Раси і японських військ майже одночасно. Викрадена Расою, щоб взяти участь у їхніх експериментах, вона зв'язується з комуністичними партизанами в Китаї, зрештою приєднується до партії та піднімається по кар'єрних сходах, щоб стати лідеркою революційного руху.

### Раса
- Володар флоту Атвар: командир флоту завойовників Раси.
- Лідер польоту Тіртс: пілот-вбивця з флоту завойовників. Він є одним із реактивних винищувачів, які швидко нейтралізують людську повітряну силу в перші дні вторгнення.
- Страга: корабельний лорд (капітан корабля), який голосно виступає проти стратегії Атвара.
- Уссмак: водій екіпажу сухопутного крейсера у Флоті завойовників. Він є одним із персонажів, який надає точку зору пересічного представника Раси.

### Історичні персонажі
Також з'являється багато історичних персонажів, деякі з яких мають короткі епізодичні ролі, а інші — важливі ролі в сюжеті:
На балансі
- Тадеуш Бор-Коморовський: Генерал польської Армії Крайової. Насправді він став командувачем Армії Крайової у другій половині 1943 року, після того, як попередній командувач, Стефан Грот-Ровецький, був заарештований гестапо.
- Вінстон Черчилль: Прем'єр-міністр Великої Британії
- Адольф Гітлер: Німецький фюрер
- Корделл Голл: Державний секретар США
- Джордж Маршалл: Начальник штабу армії США
- Джордж Сміт Паттон: Генерал-майор армії США
- Йоахім фон Ріббентроп: Міністр закордонних справ Німеччини
- Лео Сілард: фізик-ядерник, Металургійна лабораторія Чиказького університету
- Ганс Томсен: Посол Німеччини в США
- Тоґо Сіґенорі: Міністр закордонних справ Японії
- Волтер Генрі Зінн: фізик-ядерник, Металургійна лабораторія Чиказького університету
- Енріко Фермі: італійський фізик-ядерник, Металургійна лабораторія Чиказького університету

Зміна балансу
- Ерік Блер: Продюсер розмов на BBC, Індійський відділ, Лондон. Більш відомий під псевдонімом Джордж Орвелл.
- Курт Чілль: Генерал Вермахту та перекладач у Пскові
- Артур Комптон: Фізик-ядерник з Металургійної лабораторії
- Курт Дібнер: фізик-ядерник, Гехінген, Німеччина
- Енріко Фермі: Ядерний фізик з Металургійної лабораторії
- Лаура Фермі: Дружина Енріко Фермі
- Георгій Фльоров: радянський фізик-ядерник
- Вінстон Черчилль: Прем'єр-міністр Великої Британії
- Вернер Гейзенберг: Ядерний фізик, Гехінген, Німеччина
- Корделл Голл: Державний секретар США
- Іван Конєв: Генерал Червоної армії
- Ігор Курчатов: радянський фізик-ядерник
- Едвард Марроу: Радіоведучий новин на радіо
- Йосіо Нісіна: Японський фізик-ядерник
- Йоахім фон Ріббентроп: Міністр закордонних справ Німеччини
- Франклін Д. Рузвельт: Президент Сполучених Штатів Америки
- Мордехай Румковський: Старійшина євреїв Лодзинського гетто
- Йосип Сталін: Генеральний секретар Комуністичної партії Радянського Союзу
- Лео Сілард: Фізик-ядерник з Металургійної лабораторії
- Тоґо Сіґенорі: Міністр закордонних справ Японії
- Георгій Жуков: Маршал Радянського Союзу

Порушення балансу 
- Макс Ейткен, лорд Бівербрук: Британський міністр постачання
- Курт Чілль: Генерал-лейтенант Вермахту
- Курт Дібнер: фізик-ядерник, Тюбінген, Німеччина
- Альберт Ейнштейн: Фізик, Кауч, Міссурі
- Дуайт Ейзенхауер: Генерал армії США, Кауч, Міссурі
- Енріко Фермі: Фізик-ядерник, Денвер, Колорадо
- Роберт Ґоддард: Ракетний експерт, Кауч, Міссурі
- Лорд Галіфакс: Посол Великої Британії в США
- Беніто Муссоліні: Il Duce (італійський диктатор)
- Йоахім фон Ріббентроп: Міністр закордонних справ Німеччини
- Йосип Сталін: Генеральний секретар Комуністичної партії Радянського Союзу
- Лео Сілард: Ядерний фізик, Денвер, Колорадо

Встановлення балансу 
- Менахем Беґін: Єврейський партизан, Хайфа, Палестина
- Омар Бредлі: генерал-лейтенант армії США, під Денвером
- Вальтер фон Брокдорф-Алефельдт: генерал-лейтенант Вермахту, Рига, Латвія
- Курт Чілль: Генерал-лейтенант Вермахту, Псков, Радянський Союз
- Вільям Джозеф Донован: генерал-майор армії США, Хот Спрінгс, Арканзас
- Ентоні Іден: Міністр закордонних справ Великої Британії
- Роберт Ґоддард: Вчений-ракетник, Хот Спрінгс, Арканзас
- Корделл Голл: Президент США після смерті Франкліна Д. Рузвельта
- Ігор Курчатов: фізик-ядерник, північ від Москви
- Мао Цзедун: Лідер Комуністичної партії, Пекін
- Джордж Маршалл: Державний секретар США
- Йоахім фон Ріббентроп: міністр закордонних справ Німеччини
- Йосип Сталін: Генеральний секретар Комуністичної партії Радянського Союзу
- Тоґо Сіґенорі: Міністр закордонних справ Японії